# Styrum (Mülheim an der Ruhr)
Styrum (hochdeutsch [ˈʃtiːʁʊm], lokal auch ['ʃtɨ:rʊm]) als Stadtteil von Mülheim an der Ruhr liegt am Unterlauf der Ruhr und ist am 1. April 1910 durch die Zweiteilung der jahrhundertealten Ansiedlung Styrum entstanden. Der andere Teil ist heute der Stadtteil Styrum von Oberhausen. Der Oberhausener Stadtteil wird auch als Unterstyrum, der Mülheimer Ortsteil als Oberstyrum bezeichnet.

## Lage
Styrum liegt im Stadtbezirk Rechtsruhr-Nord und grenzt an den ebenfalls geteilten Stadtteil Dümpten, Altstadt II, an Speldorf sowie an die Oberhausener Stadtteile Alstaden und Styrum.
Styrum liegt etwa acht Kilometer vor der Ruhrmündung in den Rhein. Die Landschaft ist durch die niederrheinische Tiefebene geprägt, die ihre südöstlichsten Ausläufer entlang des Flusses bis zur Mülheimer Innenstadt streckt.

## Bevölkerung
Im Jahre 1819 zählte die gesamte alte Ansiedlung Styrum 573 Einwohner. Ende 2019 lebten in Mülheim-Styrum etwa 16.000 Menschen.

## Geschichte
Südliche Teile des heutigen Mülheimer Stadtteils gehörten historisch bis 1806 zur Herrschaft Styrum und nördliche zur Herrschaft Broich. Der Stadtteil entstand am 1. April 1910 bei der Aufteilung der Gemeinde Styrum auf Mülheim und Oberhausen.

## Verkehr

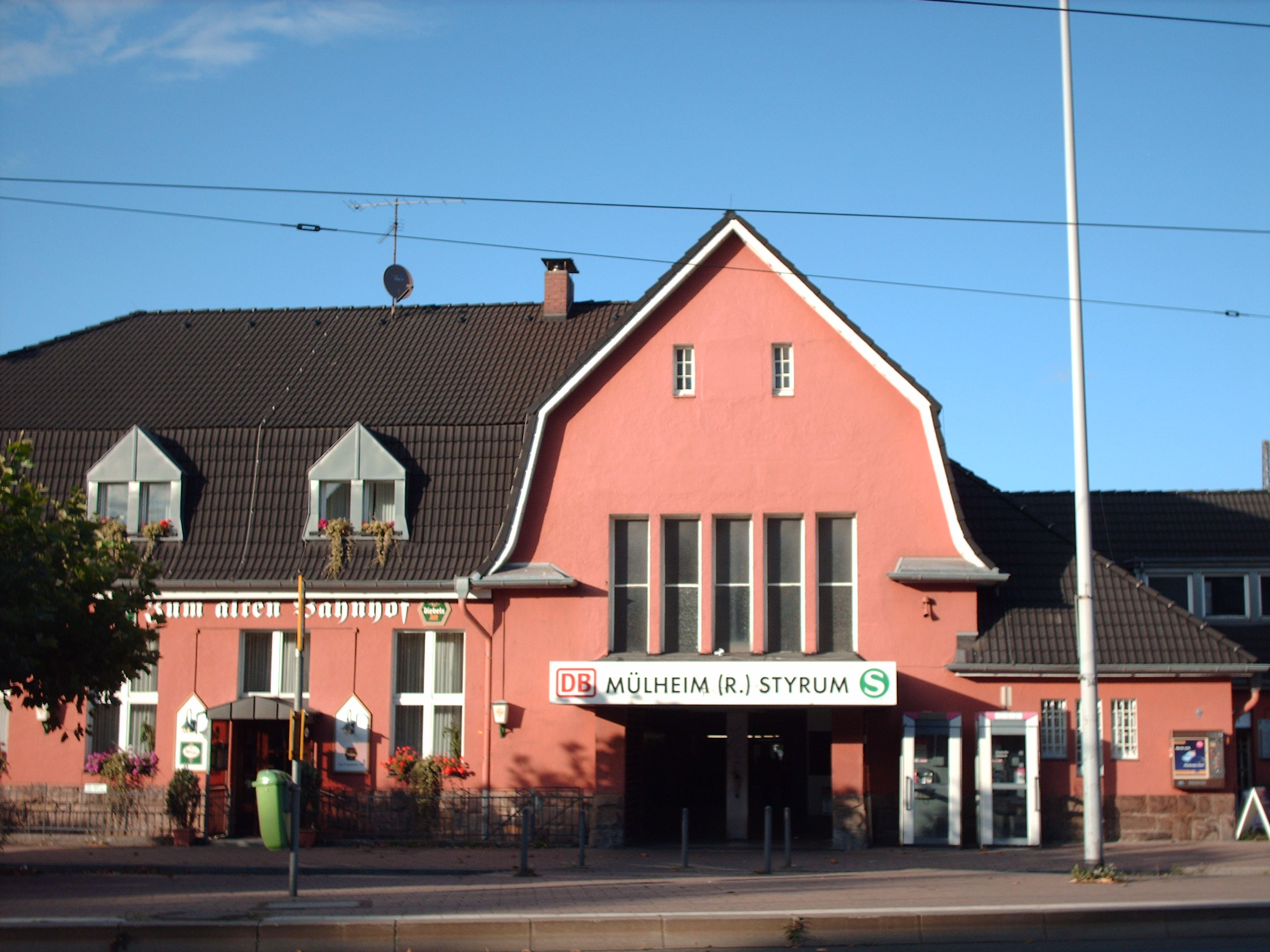
Bahnhof Mülheim (Ruhr)-Styrum, Empfangsgebäude

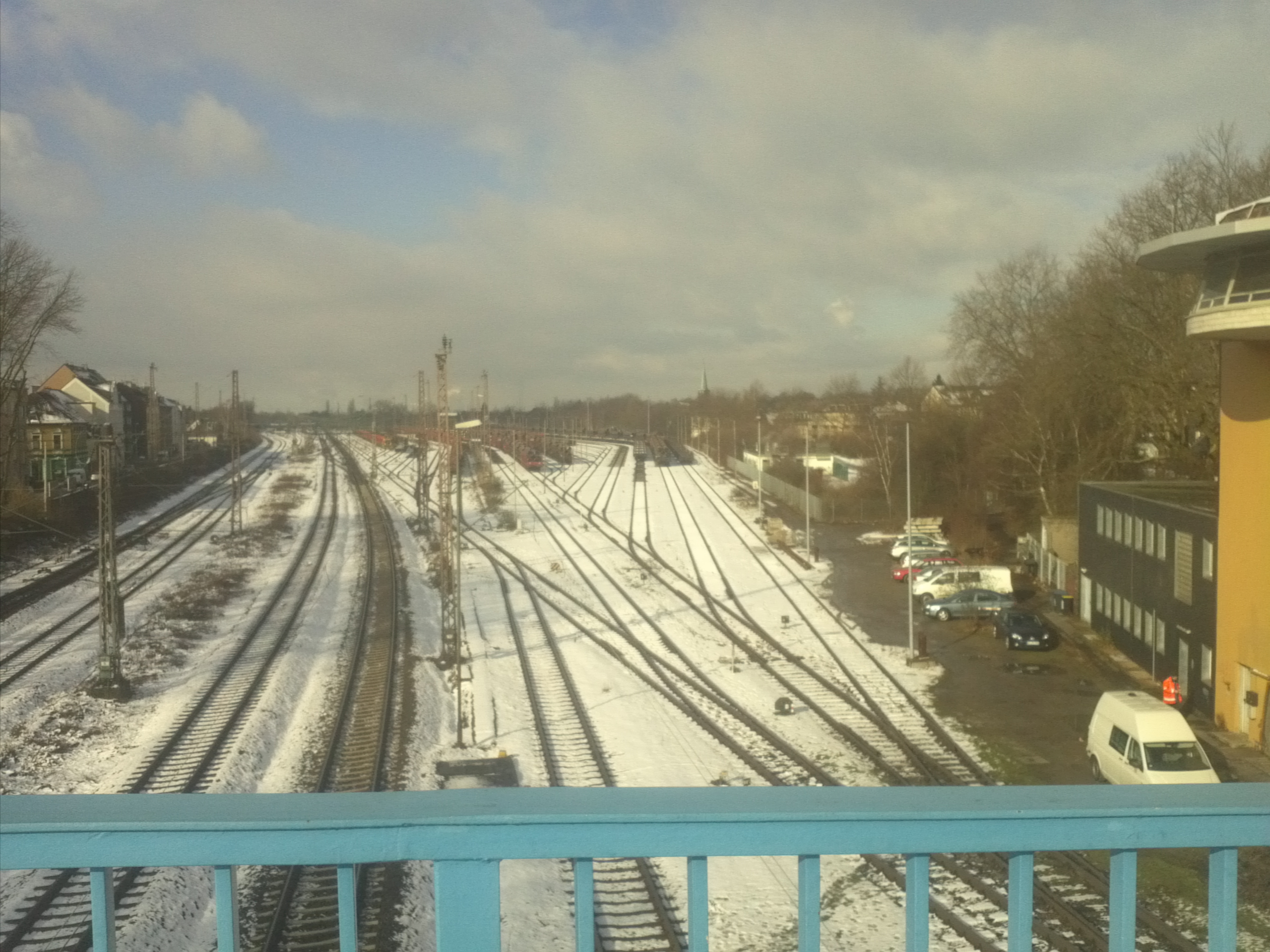
Bahnhof Mülheim (Ruhr)-Styrum im Überblick; rechts Rangiergleise, am Bildrand Stellwerk Mf

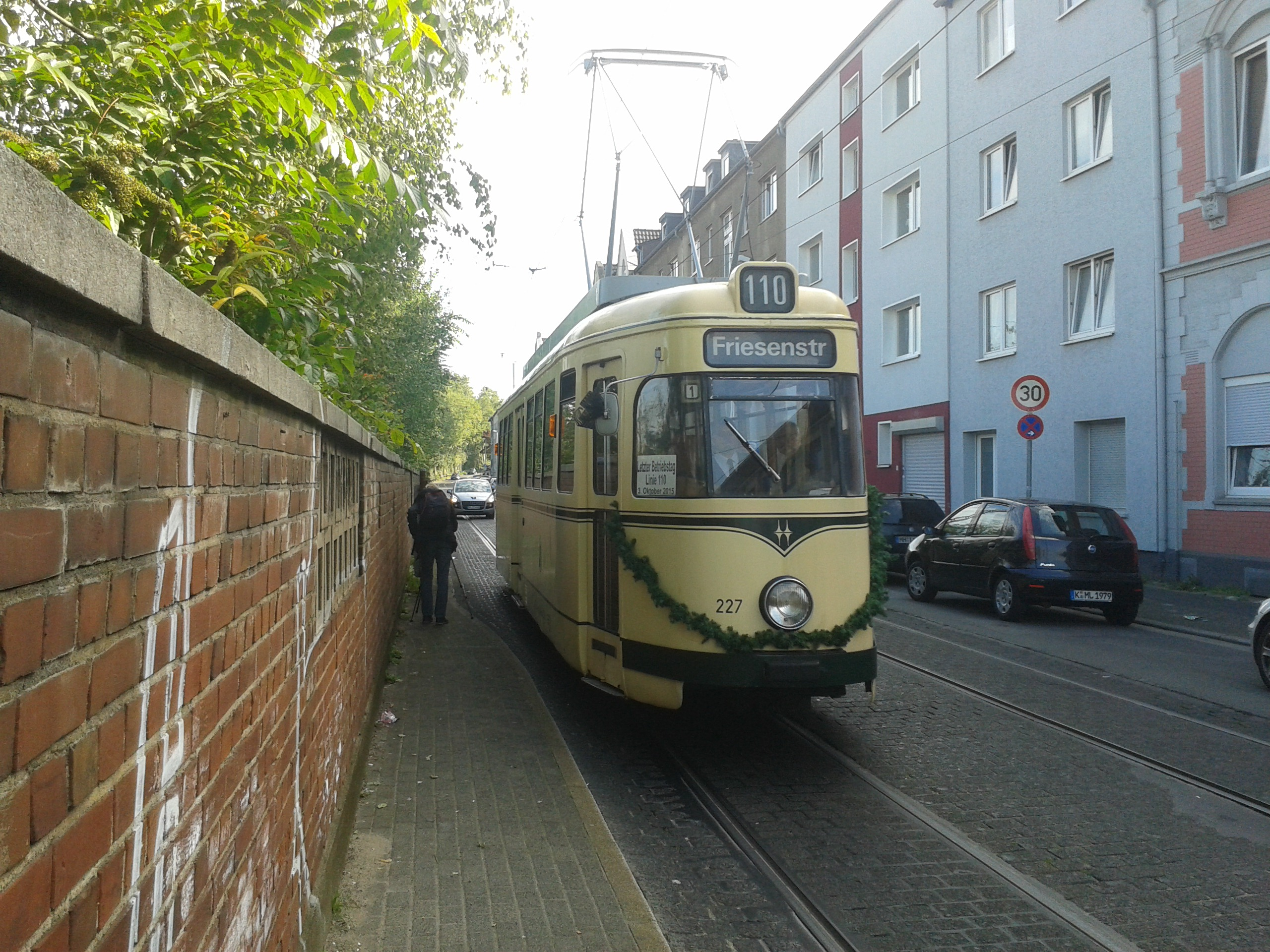
Ein historischer Straßenbahnwagen durchfährt Styrum am Tag der Einstellung der Straßenbahnlinie 110

Der Stadtteil besitzt mit dem Bahnhof Mülheim (Ruhr)-Styrum einen Eisenbahnanschluss, der im Personenverkehr durch die Linien RB33 (Essen – Aachen), RE49 (Wesel – Wuppertal) sowie durch die S1 und S3 der S-Bahn Rhein-Ruhr bedient wird. Hier werden außerdem Güterzüge des Mülheimer Werkes von Vallourec & Mannesmann Tubes zusammengestellt.
Im ÖPNV wird der Stadtteil durch die Straßenbahnlinie 112 sowie die Omnibuslinien SB90, 129 und 130 erschlossen.
| Linie | Verlauf | Takt (Mo–Fr)             |
| ----- | --- | ------------------------ |
| 112   | OB-Sterkrade, Neumarkt – OB-Sterkrade Bf – OLGA-Park – Neue Mitte Oberhausen – Oberhausen Hbf – Landwehr – Mülheim-Styrum – Mülheim-West – Friedrich-Ebert-Straße – Mülheim Stadtmitte – Mülheim Kaiserplatz – Oppspring – Hauptfriedhof Linie verkehrt zwischen Sterkrade und Oberhausen Hauptbahnhof über die ÖPNV-Trasse Oberhausen. | 15 min                   |
| SB90  | Holten Markt – OB-Holten Bf – Schmachtendorf Heinrich-Böll-Gesamtschule – Alsfeld Jägerstr. – Ludwigshütte – OB-Sterkrade Bf – OLGA-Park – Neue Mitte Oberhausen – Oberhausen Hbf – Alstaden – Ruhrpark – Mülheim-Styrum Linie verkehrt zwischen Sterkrade Bf und Oberhausen Hbf über die ÖPNV-Trasse Oberhausen                        | 20 min                   |
| 129   | Broich Friedhof – Speldorf – Raffelberg – Schleuse Raffelberg – Styrum Friesenstraße – Hauskampstraße/Bf Styrum – Styrum Sültenfuß – Dümpten – Winkhausen – Heißen Kirche – Eichbaum – Mülheim-Heimaterde – Essen-Haarzopf Erbach | 30 min                   |
| 130   | Oberhausen, City Forum – Oberhausen Hbf – Oberhausen-Styrum – Mülheim-Styrum – Schloss Styrum – Mülheim Hbf – Mülheim Stadtmitte – Wasserstraße – Max-Planck-Institute – Oppspring – Mülheim Hauptfriedhof – Raadt – Flughafen Essen/Mülheim – Essen-Haarzopf Erbach – Fulerum Gemeindezentrum – Rhein-Ruhr-Zentrum                     | 20 min                   |
| NE12  | OB-Sterkrade Bf – OLGA-Park – Neue Mitte Oberhausen – Oberhausen Hbf – Landwehr – Mülheim-Styrum – Mülheim-West → Eppinghofen → Dieter-aus-dem-Siepen-Platz → Mülheim Kaiserplatz – Friedrich-Ebert-Straße ← MH-Stadtmitte Linie verkehrt zwischen Sterkrade und Oberhausen Hauptbahnhof über die ÖPNV-Trasse Oberhausen.               | 60 min                   |
| T9    | TaxiBus: Mülheim Schützenstr. – Mülheim-Sültenfuß (NE) – Mülheim Steinmetzstr. – Mülheim-Styrum – Schloss Styrum – medl | 27/33 min (Nachtverkehr) |

Die ehemals in Styrum verkehrende Straßenbahnlinie 110 wurde am 3. Oktober 2015 eingestellt, seitdem bediente bis zum 6. August 2023 die Buslinie 128 den Ast zur Friesenstraße und weiter nach Oberhausen-Ruhrpark. Zum Fahrplanwechsel am 7. August 2023 wurde die Linie 128 eingestellt; als Ersatz wurden die Linie SB90 vom Ruhrpark zum Bahnhof Styrum verlängert sowie die Linie 122 ab Bahnhof Styrum über den Linieweg der Linie 128 nach Mülheim Hbf geführt. Allerdings fährt die Linie 122 zwischen Mülheim Westbahnhof und Mülheim Hauptbahnhof neu über Eppinghofen. Die Linie 129 wurde zum Fahrplanwechsel am 7. August 2023 von Styrum über den ehemaligen Linienweg der Linie 122 bis Broicher Friedhof verlängert.

## Sehenswürdigkeiten
Das Schloss Styrum befindet sich in der Ruhrniederung am rechten Ufer des Flusses. Das Schloss war Wiege der Herrschaft Styrum und Stammsitz der Grafen von Limburg-Styrum.
Das Aquarius-Wassermuseum liegt in einem 1982 stillgelegten Wasserturm und gehört zur Route der Industriekultur. Der unter Denkmalschutz stehende Turm wurde im Rahmen der Landesgartenschau „MüGa“ saniert und zum Museum umgebaut.
Der Neickmannshof und weitere Gebäude, die aufgrund ihrer baulichen oder historischen Bedeutung als Kulturdenkmal eingestuft werden, sind in der Liste der Baudenkmäler in Styrum (Mülheim an der Ruhr) aufgeführt.
Sehenswert ist auch die denkmalgeschützte Kirche St. Mariae Rosenkranz.

## Söhne und Töchter des Ortsteils
- Helmut Schlitt (1934–2005), Jazztrompeter
- Helge Schneider (* 1955), Unterhaltungskünstler

## Trivia
„Styrum umsteigen!“, abgeleitet von der Ansage der Straßenbahnschaffner auf der Verbindung zwischen Oberhausen und Mülheim, war in der Gegend ein geflügeltes Wort, das man einem gedankenlos in die Luft „Starrenden“ (oder „Stierenden“) scherzhaft zurief, um seine Aufmerksamkeit zu fordern.